# Gynoplistia subobsoleta
Gynoplistia subobsoleta är en tvåvingeart som beskrevs av Alexander 1923. Gynoplistia subobsoleta ingår i släktet Gynoplistia och familjen småharkrankar. Inga underarter finns listade i Catalogue of Life.